# Leck (Nordfriesland)
Leck település Németországban, Schleswig-Holstein tartományban. Lakosainak száma 7837 fő (2023. december 31.).

## Népesség
A település népességének változása:
| Lakosok száma | 7229 | 7785 | 7701 | 7831 | 7860 | 7837 |
|               | 1975 | 2017 | 2019 | 2021 | 2022 | 2023 |